# Dolicharthria grisealis
Dolicharthria grisealis là một loài bướm đêm trong họ Crambidae.